# 耶尔迪·斯豪滕
耶尔迪·斯豪滕（荷蘭語：Jerdy Schouten；1997年1月12日—），是一名荷兰足球运动员，场上司职中前卫，現效力于荷甲球队PSV燕豪芬。荷兰国家足球队成員。

## 俱乐部生涯
2016年12月10日，在海牙与奈梅亨的荷甲比赛中，斯豪滕完成了职业生涯首秀。
2018年，斯豪滕转会加盟另一支荷甲球队精英，签下了一份至2021年才会到期的合同。在2018–19赛季的荷甲联赛中，斯豪滕发挥出色，并被球迷投票评为俱乐部年度最佳球员。
2019年7月4日，斯豪滕转会加盟意甲球队博洛尼亚。

## 榮譽

### 俱樂部
PSV恩荷芬
- 荷甲冠軍：2023-24、2024-25[5]賽季